# Municipio de Brainard
El municipio de Brainard (en inglés: Brainard Township) es un municipio ubicado en el condado de Brown en el estado estadounidense de Dakota del Sur. En el año 2010 tenía una población de 99 habitantes y una densidad poblacional de 0,68 personas por km².

## Geografía
El municipio de Brainard se encuentra ubicado en las coordenadas 45°43′37″N 98°23′0″O / 45.72694, -98.38333. Según la Oficina del Censo de los Estados Unidos, el municipio tiene una superficie total de 145.58 km², de la cual 136,05 km² corresponden a tierra firme y (6,55 %) 9,53 km² es agua.

## Demografía
Según el censo de 2010, había 99 personas residiendo en el municipio de Brainard. La densidad de población era de 0,68 hab./km². De los 99 habitantes, el municipio de Brainard estaba compuesto por el 97,98 % blancos y el 2,02 % eran de una mezcla de razas. Del total de la población el 1,01 % eran hispanos o latinos de cualquier raza.